# Lövtorpsträsket
Lövtorpsträsket är en sjö i Värmdö kommun i Uppland och ingår i Norrström-Tyresåns kustområde. Sjön har en area på 0,116 kvadratkilometer och ligger 5 meter över havet.

## Delavrinningsområde
Lövtorpsträsket ingår i det delavrinningsområde (658343-166395) som SMHI kallar för Rinner till Älgöfjärden. Medelhöjden är 9 meter över havet och ytan är 12,72 kvadratkilometer. Det finns inga avrinningsområden uppströms utan avrinningsområdet är högsta punkten. Avrinningsområdets utflöde mynnar i havet, utan att ha någon enskild mynningsplats.